# Takashi Ono
Takashi Ono (小野喬?, Ono Takashi; Noshiro, 26 luglio 1931) è un ex ginnasta giapponese, cinque volte campione olimpico nella ginnastica artistica.

## Biografia
Le tredici medaglie conquistate ai Giochi olimpici estivi lo pongono al quarto posto assoluto, a pari merito con Boris Šachlin, Edoardo Mangiarotti e Ole Einar Bjørndalen, nella classifica degli atleti che hanno conquistato il maggior numero di medaglie olimpiche, alle spalle delle 22 di Michael Phelps, le 18 di Larisa Latynina e le 15 di Nikolaj Andrianov.

## Palmarès
| Anno | Manifestazione  | Sede      | Evento               | Risultato |
| ---- | --------------- | --------- | -------------------- | --------- |
| 1952 | Giochi olimpici | Helsinki  | Volteggio            | Bronzo    |
| 1956 | Giochi olimpici | Melbourne | Sbarra               | Oro       |
| 1956 | Giochi olimpici | Melbourne | Concorso individuale | Argento   |
| 1956 | Giochi olimpici | Melbourne | Cavallo              | Argento   |
| 1956 | Giochi olimpici | Melbourne | Concorso a squadre   | Argento   |
| 1956 | Giochi olimpici | Melbourne | Parallele            | Bronzo    |
| 1960 | Giochi olimpici | Roma      | Sbarra               | Oro       |
| 1960 | Giochi olimpici | Roma      | Volteggio            | Oro       |
| 1960 | Giochi olimpici | Roma      | Concorso a squadre   | Oro       |
| 1960 | Giochi olimpici | Roma      | Concorso individuale | Argento   |
| 1960 | Giochi olimpici | Roma      | Parallele            | Bronzo    |
| 1960 | Giochi olimpici | Roma      | Anelli               | Bronzo    |
| 1964 | Giochi olimpici | Tokyo     | Concorso a squadre   | Oro       |